# Горячилов Євген Юрійович
Євген Юрійович Горячилов (латис. Jevgenijs Gorjacilovs, нар. 5 січня 1969 — пом. 23 травня 2015) — колишній латвійський футболіст українського походження, нападник.

## Клубна кар'єра
Закінчив спортивну школу клубу «Даугава», перший тренер Юрій Мельниченко. Виступав за юнацьку (до 16 років) збірну Латвійської РСР.
У сезоні 1990 виступав за команду РАФ з Єлгави, взявши участь в 14 матчах чемпіонату. На наступний сезон, граючи за «Форум-Сконто», став чемпіоном Латвійської РСР і другим бомбардиром чемпіонату з 26 голами, поступившись в один м'яч В'ячеславу Жевнеровичу. У першому незалежному чемпіонаті Латвії в 1992 році виступав за «Даугаву-Компар».
У 1993 році виступав за український запорізький «Металург», куди його запросив латвійський тренер Яніс Скределіс.
Повернувшись в Латвію, грав за аутсайдерів чемпіонату і клуби першої ліги. У 1997 році у складі «Ранто-Мікс» став найкращим бомбардиром першої ліги з 30 голами.

### Міні-футбол
Одночасно з футболом, Горячилов займався міні-футболом і футзалом. Брав участь у першому чемпіонаті СРСР з міні-футболу (1990/91) у складі ризького «Форуму». По закінченні турніру Євгенія разом з ще трьома гравцями ризького клубу — Михайлом Землинським, Юрієм Трофимовим і Олександром Дибрівним — запрошували в збірну СРСР, проте до розпаду Союзу вони так і не встигли зіграти за неї.
Пізніше протягом кількох років виступав за ризьку команду «РАБА» і був її капітаном. У 2009 році грав за ризький TSI.

## Кар'єра за збірну
Дебют за збірну Латвії відбувся 15 травня 1993 року в матчі кваліфікації на ЧС-1994 проти збірної Албанії (0:0). Останній матч був також кваліфікації на ЧС-1994 і був зіграний 9 червня того ж року проти збірної Ірландії (0:2). Всього за збірну Горячилов провів 3 матчі.
Крім того, грав за збірну Латвії серед поліцейських, ставав чемпіоном світу.
Помер 23 травня 2015 року на 47-му році життя.
| Дата       | Місто      | Господарі | Результат | Гості             | Турнір            | Голи | Примітки |
| ---------- | ---------- | --------- | --------- | ----------------- | ----------------- | ---- | -------- |
| 15/05/1993 | Рига       | Латвія    | 0 – 0     | Іспанія           | Відбір до ЧС 1994 | -    |          |
| 02/06/1993 | Копенгаген | Латвія    | 1 – 2     | Північна Ірландія | Відбір до ЧС 1994 | -    |          |
| 09/06/1993 | Севілья    | Латвія    | 0 – 2     | Ірландія          | Відбір до ЧС 1994 | -    |          |
| Усього     |            | Матчів    | 3         |                   | Голів             | 0    |          |